# Сражение при Кьюзе
Сражение при Кьюзе (ит. Battaglia delle Chiuse) — проход войск франкского короля Карла Великого у альпийских замков Валь-ди-Суза во время вторжения в Италию в 773 году.

## Предыстория
В 771 году, после смерти брата Карломана, Карл остался единственным королем франков и отказался от брачного договора с лангобардами. Тем временем лангобардский король Дезидерий вторгся в Отриколи, и папа Адриан I, чувствуя угрозу со его стороны, обратился к франкам за помощью. Бегство Герберги (жены Карломана) с детьми (возможными претендентами на франкский трон) убедило Карла двинуть войска в Италию.

## Ход событий
Перед предстоящим походом через Альпы летом 773 года Карл Великий собрал свою армию недалеко от Женевы и разделил на две части: первая, ведомая им непосредственно, должна была следовать по традиционной дороге на Павию через перевал Мон-Сени, а другая, возглавляемая его дядей Бернардом, должна была пересечь Валь д’Аоста.
Дезидерий планировал остановить наступление франков у замков (совр. Кьюза), укреплений в нижнем течении Валь-ди-Суза, предоставив командование своему сыну Адельхизу. «Но он [Карл] выслал по труднопроходимому горному склону отряд из наиболее испытанных бойцов, которые, перевалив через гору, обратили в бегство лангобардов вместе с их королём Дезидерием». Пройдя через замки, Карл соединился с контингентом своего дяди Бернарда недалеко от Павии, столицы лангобардского королевства. Быстрому успеху франков способствовали также разногласия, возникшие среди лангобардов.
Примерно через 9 месяцев осады Павия сдалась франкам. Это привело к роспуску лангобардского королевства, и Карл Великий короновал себя королем франков и лангобардов. Во время осады он также захватил Верону, где укрывались Адельхиз, Герберга и её сыновья. Наследник лангобардского престола бежал в Константинополь, а Герберга и его сыновья попали в плен к Карлу Великому.